# LHeC
LHeC è un collisore di particelle in studio presso il CERN che potrà sfruttare l'accerelatore LHC per studiare interazioni leptone-nucleone. Un fascio di protoni o ioni già esistente a 7 TeV potrà essere fatto collidere con un nuovo fascio di elettroni nello stesso momento in cui avvengono interazioni protone-protone (o ioni pesanti) con gli attuali esperimenti di LHC.